# Kamień z napisem Love
Kamień z napisem Love – singel polsko-ukraińskiego zespołu muzycznego, Enej z albumu Paparanoja. Wydawnictwo w formie digital download ukazało się 1 czerwca 2015 roku na kanale Enej w serwisie YouTube. Tekst utworu został stworzony przez Mirosława „Mynio” Ortyńskiego.
Muzykę stworzyli Piotr „Lolek” Sołoducha i Mirosław „Mynio” Ortyński.
Nagranie osiągnęło status platynowej płyty (2022).

## Twórcy
- Enej, Mirosław „Mynio” Ortyński – słowa[1]
- Piotr „Lolek” Sołoducha, Mirosław „Mynio” Ortyński – muzyka[1][2]